# Matsu Uechi
Matsu Uechi (Nago,11 de dezembro de 1903 –  São Paulo,10 de fevereiro de 2014) foi uma supercentenária nipo-brasileira.

## Biografia
Matsu Uechi nasceu em 11 de dezembro de 1903 em Nago, na província de Okinawa, no Japão, cinco anos antes da Imigração japonesa no Brasil. Ela migrou para o Brasil em 1922. Em 1925, ela se casou com Kankiti Uechi. O casal teve sete filhos no total, dois dos quais morreram após o parto, enquanto moravam nas cidades de Álvares Machado e Catanduva. Seu marido morreu em 1952 aos 51 anos. Ela mudou-se para São Paulo em 1961.
Em seu centenário, foi homenageada pela Câmara de São Paulo e pelo prefeito de Okinawa, com o título de japonesa mais idosa do Brasil.
Uechi morreu em 10 de fevereiro de 2014 aos 110 anos e 61 dias em São Paulo, Brasil. Uechi foi sobrevivida por quatro filhos, 16 netos, 18 bisnetos e 1 trineto. No momento da sua morte, ela era a segunda pessoa viva mais velha do Brasil, depois de Álida Victoria Grubba Rudge.